# Sala Kumbukumbu

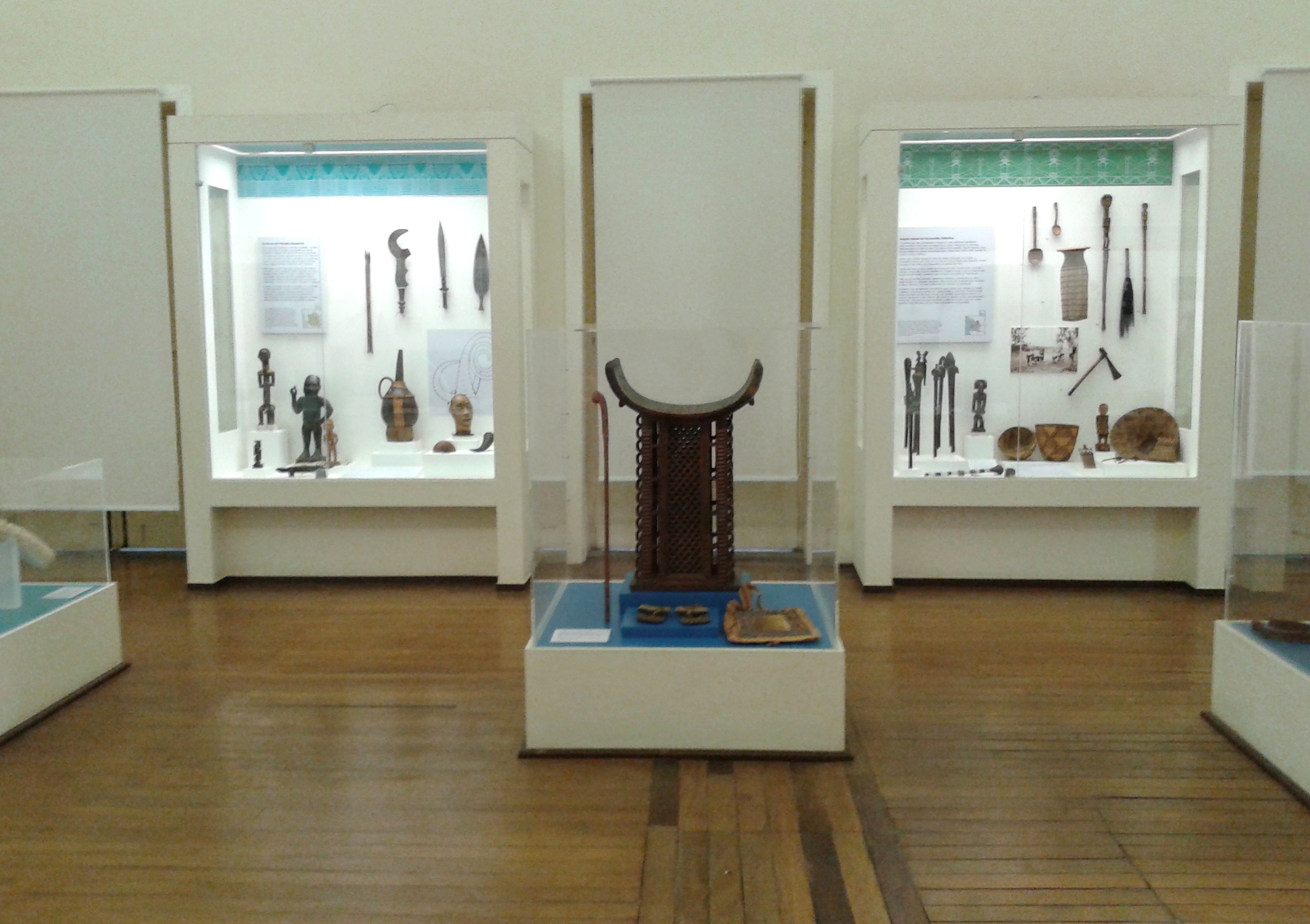
Vista geral sala com objetos africanos e afro-brasileiros, no Museu Nacional. Fotografia de 2015

A Sala Kumbukumbu, ou Sala Kumbukumbu: África, memória e patrimônio, ou ainda Exposição Kumbukumbu, era um dos espaços do Museu Nacional, destruído pelo incêndio de 2018. O nome da sala remete a uma palavra em suaíli, usada para "objetos, pessoas ou acontecimentos que nos fazem pensar sobre o passado".
Na sala, ficavam em exposição objetos das coleções africanas e afro-brasileiras. Em especial, estavam em exposição as coleções Polícia da Corte e Heloísa Alberto Torres. Também estava na sala o conjunto de presentes da África enviados a Dom João, em 1810, incluindo o Trono do Rei de Daomé. A maior parte dos objetos em exposição era do século XIX.
A sala era organizada a partir de nove vitrines, sendo seis laterais e três centrais, e um mapa a partir do qual se podia estabelecer a origem das peças expostas. De acordo com o livro oficial de apresentação da exposição:
| “ | Caminhando pela sala da exposição no sentido horário, a partir da porta de entrada, temos a primeira vitrine, África, passado e presente, que dá um panorama geral do continente africano; a segunda trata da guerra colonial; a terceira exibe objetos dos povos da floresta equatorial e tem relação com a vitrine central, que mostra uma grande presa de elefante; a quarta apresenta Angola depois da escravidão atlântica; e a quinta, os presentes enviados pelo rei do Daomé para o rei de Portugal como parte da sua diplomacia da amizade. Desse conjunto fazem ainda parte a bandeira e o trono, expostos nas duas outras vitrines centrais. A última vitrine é dedicada aos africanos no Brasil, abrangendo tanto os africanos nascidos na África quanto seus descendentes. | ” |

## Divisão
A sala foi dividida em seis espaços:
- A diplomacia da amizade
- A guerra colonial
- Africanos no Brasil
- Angola depois da escravidão atlântica
- Os povos da floresta equatorial
- África passado e presente

## A diplomacia da amizade
| Imagem | Obra                 | Data | Coleção | Referência |
| ------ | -------------------- | ---- | ------- | ---------- |
|        | Bandeira de guerra   |      |         |            |
|        | Bolsa de tabaco      |      |         |            |
|        | Estojo para cachimbo |      |         |            |
|        | Sandália real        |      |         |            |
|        | Touca real           |      |         |            |
|        | Zinkpo               |      |         |            |

## A guerra colonial
| Imagem | Obra      | Data | Coleção                                      | Referência |
| ------ | --------- | ---- | -------------------------------------------- | ---------- |
|        | Arma      |      | Coleção de armas africanas do Museu Nacional |            |
|        | Arma 2    |      | Coleção de armas africanas do Museu Nacional |            |
|        | Baioneta  |      | Coleção de armas africanas do Museu Nacional |            |
|        | Machado 2 |      | Coleção de armas africanas do Museu Nacional |            |

## Africanos no Brasil
| Imagem | Obra                           | Data           | Coleção                        | Referência |
| ------ | ------------------------------ | -------------- | ------------------------------ | ---------- |
|        | Abebé                          | década de 1880 | Coleção Polícia da Corte       |            |
|        | Baiana                         | 1929           |                                |            |
|        | Bayani                         |                | Coleção Heloísa Alberto Torres |            |
|        | Boneca de pano                 |                |                                |            |
|        | Edans                          | década de 1880 | Coleção Polícia da Corte       |            |
|        | Fio de contas                  | década de 1880 | Coleção Polícia da Corte       |            |
|        | Flecha                         | década de 1880 | Coleção Polícia da Corte       |            |
|        | Flecha 2                       | década de 1880 | Coleção Polícia da Corte       |            |
|        | Imagens de Xangô e Duxuguinhan | 1940           | Coleção Heloísa Alberto Torres |            |
|        | Ogun                           | 1940           | Coleção Heloísa Alberto Torres |            |
|        | Pulseiras de argola            | década de 1880 | Coleção Polícia da Corte       |            |
|        | Representação de Xangô         | década de 1880 | Coleção Polícia da Corte       |            |
|        | Tamborete                      | 1953           | Coleção Heloísa Alberto Torres |            |
|        | Tamborete 2                    | 1953           | Coleção Heloísa Alberto Torres |            |

## Angola depois da escravidão atlântica
| Imagem | Obra                | Data | Coleção                                      | Referência |
| ------ | ------------------- | ---- | -------------------------------------------- | ---------- |
|        | Bastão              |      | Coleção Celenia Pires Ferreira               |            |
|        | Bastão 2            |      | Coleção Celenia Pires Ferreira               |            |
|        | Bengala             |      | Coleção Celenia Pires Ferreira               |            |
|        | Bengala ovimbundu   |      | Coleção Celenia Pires Ferreira               |            |
|        | Boneca em madeira   |      | Coleção Celenia Pires Ferreira               |            |
|        | Cesto               |      | Coleção Celenia Pires Ferreira               |            |
|        | Cesto 2             |      | Coleção Celenia Pires Ferreira               |            |
|        | Colher de madeira   |      | Coleção Celenia Pires Ferreira               |            |
|        | Colher de madeira 2 |      | Coleção Celenia Pires Ferreira               |            |
|        | Machado             |      | Coleção de armas africanas do Museu Nacional |            |

## Os povos da floresta equatorial
| Imagem | Obra            | Data | Coleção | Referência |
| ------ | --------------- | ---- | ------- | ---------- |
|        | Adaga           |      |         |            |
|        | Facão           |      |         |            |
|        | Facão 2         |      |         |            |
|        | Jarra de cabaça |      |         |            |
|        | Máscara         |      |         |            |
|        | Ngumba          |      |         |            |
|        | Nkisi           |      |         |            |
|        | Nkondi          |      |         |            |

## África, passado e presente‎
| Imagem | Obra                        | Data | Coleção | Referência |
| ------ | --------------------------- | ---- | ------- | ---------- |
|        | Alaka                       |      |         |            |
|        | Apoio para cabeça           |      |         |            |
|        | Arma 3                      |      |         |            |
|        | Cachimbo em madeira         |      |         |            |
|        | Cesta                       |      |         |            |
|        | Colher de madeira 3         |      |         |            |
|        | Dente de elefante esculpido |      |         |            |
|        | Fornilho de cachimbo        |      |         |            |
|        | Máscara 2                   |      |         |            |
|        | Máscara Gélédé              |      |         |            |
|        | Pente                       |      |         |            |
|        | Presa de elefante           |      |         |            |
|        | Tambor                      |      |         |            |
|        | Tambor 2                    |      |         |            |
|        | Tambor Uganda               |      |         |            |